# 祖利斯·奧高尼
祖利斯·奧高尼（丹麥語：Jores Okore，丹麥語發音：[oˈkʰoːɐ]，1992年8月11日—）是一名科特迪瓦裔丹麥足球員，司職中堅，現效力中国足球超級聯賽球會长春亚泰。

## 國家隊生涯
奧高尼在2011年11月11日主場迎戰瑞典的友誼賽首度為國家隊上陣。

## 職業數據
以下是奧高尼的職業數據︰
| 賽季    | 球會       | 上陣 | 入球 | 聯賽           |
| ------- | ---------- | ---- | ---- | -------------- |
| 2010/11 | 洛斯查蘭特 | 011  | 0    | 丹麥超級聯賽   |
| 2011/12 | 洛斯查蘭特 | 024  | 01   | 丹麥超級聯賽   |
| 2012/13 | 洛斯查蘭特 | 029  | 04   | 丹麥超級聯賽   |
| 2013/14 | 阿士東維拉 | 03   | 0    | 英格蘭超級聯賽 |
| 2014/15 | 阿士東維拉 | 023  | 01   | 英格蘭超級聯賽 |
| 合计    | 合计       | 90   | 6    |                |

## 榮譽
洛斯查蘭特
- 丹麥盃 冠軍: 2011
- 丹麥超級聯賽 冠軍: 2011-12

個人
- 2012年 丹麥球員協會 最佳新秀(22歲以下) [5]
- 2012年 丹麥最佳年青球員(21歲以下) [6]